# Djupvikneset
Djupvikneset (norwegisch für Landspitze der tiefen Bucht) ist eine hohe, eisbedeckte Halbinsel an der Prinz-Harald-Küste des ostantarktischen Königin-Maud-Lands. Sie liegt zwischen den Buchten Djupvika und Havsbotn am Südwestufer der Lützow-Holm-Bucht.
Norwegische Kartografen, die auch die Benennung vornahmen, kartierten sie anhand von Luftaufnahmen, die bei der Lars-Christensen-Expedition 1936/37 entstanden.